# Hans Kohn
Hans Kohn (Praga, 15 de septiembre de 1891-Philadelphia, 16 de marzo de 1971) fue un historiador estadounidense, de origen centroeuropeo, destacado por sus estudios sobre el nacionalismo. Nacido en una familia judía, durante la Primera Guerra Mundial batalló en las filas del Imperio austrohúngaro y fue hecho prisionero por los rusos, durante cinco años. En su juventud mantuvo posiciones fuertemente sionistas, aunque terminaría rompiendo con el movimiento. Emigró a América en 1933 o 1934.
Su obra más importante fue The idea of Nationalism, publicada por The Macmillan Company en 1944. También fue autor de Revolutions and Dictatorships (1939), The Twentieth Century (1949), Pan-Slavism: Its History and Ideology (1953), Nationalism its meaning and history (1955), American Nationalism: An Interpretative Essay (1957), The Mind of Germany: The Education of a Nation (1960), Reflections on Modern History: The Historian and Human Responsibility (1963) o Living in a World Revolution. My Encounters with History (1964), entre otros trabajos. Fue editor de German History: Some New German Views (1954).